# Blennius ocellaris
La bavosa occhiuta (Blennius ocellaris Linnaeus, 1758) è un pesce osseo marino della famiglia Blenniidae.

## Distribuzione e habitat
Questo pesce è diffuso nell'Oceano Atlantico orientale, dall'Inghilterra, al Marocco, nel Mar Mediterraneo, dove è comune, e nel Mar Nero (raro).
Si incontra di solito su fondali duri, spesso ricoperti da un manto di sedimento. Si tratta dell'unica specie mediterranea di Blenniidae a non vivere in ambienti strettamente litorali: si incontra normalmente tra 30 e 100 metri di profondità, eccezionalmente tra 10 e 450 metri. I giovanili sono costieri e si possono trovare in acque basse

## Descrizione
Rispetto agli altri blennidi mediterranei questa specie ha corpo più tozzo, alto e compresso lateralmente, con una testa grande a profilo frontale quasi verticale. La bocca è relativamente ampia, armata di piccoli denti. Sulla testa si trovano due tentacoli sopraorbitali ramificati, comuni in molte specie di Blennidi e utili per la determinazione delle specie e dei generi. La pinna dorsale è ampia e retta anteriormente da raggi spinosi; nella parte anteriore è molto più elevata che nella parte posteriore. Nella parte anteriore della dorsale sono presenti alcuni raggi molto allungati e con le estremità libere. La pinna anale è lunga e bassa. Le pettorali sono ampie e rotondeggianti, le ventrali sono formate da pochi raggi rigidi che possono fungere da appoggio sul fondale. La pinna caudale è arrotondata. La linea laterale è incompleta e arriva solo all'altezza della pinna dorsale.
La colorazione è rossastra o bruno chiara con fasce verticali scure su dorso e fianchi che di solito non raggiungono il ventre. Nella parte bassa dei fianchi sono presenti linee e fasce orizzontali chiare. Le pinne dorsale e caudale sono macchiettate di bruno scuro. La caratteristica peculiare della specie, da cui deriva il nome comune, è una grossa macchia grossolanamente circolare o romboidale di colore blu-nero bordata di bianco o azzurro, situata tra il quinto e l'ottavo raggio della pinna dorsale. La pinna anale ha un bordo scuro.
È una della più grandi bavose mediterranee, misura da 15 a 18 cm; 20 cm è la taglia massima.

## Biologia
Ha abitudini prettamente notturne.

### Riproduzione
La deposizione delle uova avviene da febbraio a settembre. Le uova vengono deposte sotto una conchiglia o in una cavità e vengono sorvegliate dal maschio.

### Alimentazione
Si nutre di invertebrati bentonici.

## Acquariofilia
Il suo aspetto piacevole rende questa specie particolarmente apprezzata per gli acquari marini.

## Pesca
Viene catturata con frequenza dalle reti a strascico ma le sue carni non hanno valore e viene smerciata assieme alla minutaglia per la zuppa di pesce.